# Qunle (socken i Kina, lat 31,53, long 106,61)
Qunle (kinesiska: 群乐乡, 群乐) är en socken i Kina. Den ligger i provinsen Sichuan, i den sydvästra delen av landet, omkring 260 kilometer öster om provinshuvudstaden Chengdu.
Genomsnittlig årsnederbörd är 1 545 millimeter. Den regnigaste månaden är september, med i genomsnitt 280 mm nederbörd, och den torraste är december, med 8 mm nederbörd.